# Kleine gevlekte skunk
De kleine gevlekte skunk of dwergskunk (Spilogale pygmaea) is een roofdier uit de familie Mephitidae. Het is met een kop-romplengte van 11-35 cm de kleinste vertegenwoordiger van het geslacht Spilogale.

## Verspreiding
De kleine gevlekte skunk leeft in een klein gebied aan de Pacifische kust van Mexico, dat loopt van Sinaloa tot de landengte van Tehuantepec. Deze soort leeft in rotsachtige gebieden en open bossen. Dichte bossen en wetlands worden door de dwergskunk gemeden.